# 존 페인 (사격 선수)

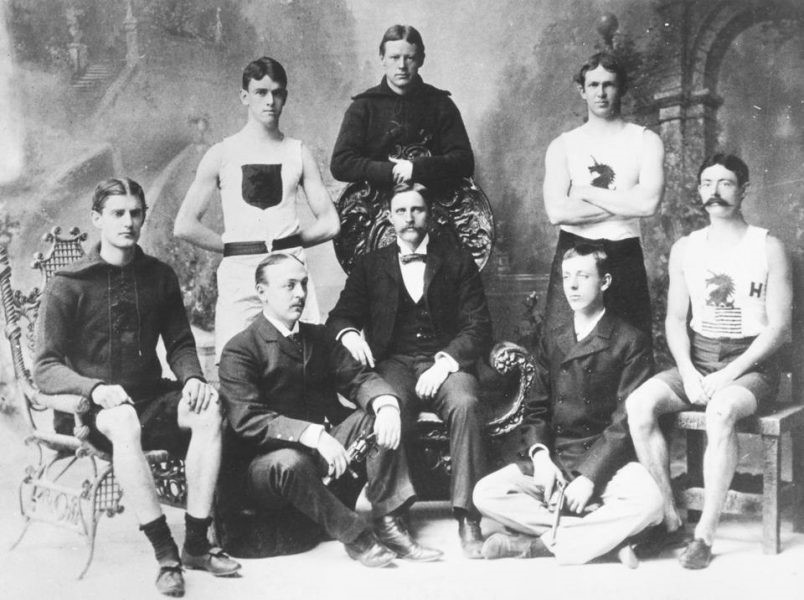

존 브라이언트 페인(영어: John Bryant Paine, 1870년 4월 8일 ~ 1951년 8월 2일)은 미국의 사격 선수이다. 그는 아테네에서 열린 1896년 하계 올림픽에 참가했다.
페인은 1896년 올림픽에 권총 세 종목에 참가했지만 실제로 경기를 펼친 것은 한 종목 뿐이다. 그와 그의 형인 섬너 페인은 속사권총 종목 출전 자격을 얻지 못했는데 그들이 갖고 있던 총기가 올림픽에서 쓸 수 있는 구경(口徑)이 아니었기 때문이다. 페인 형제는 군사권총 종목에서 콜트 리볼버를 썼다. 이 권총은 경쟁자들의 총에 비하면 상당히 우수한 것이었으며 존은 쉽게 우승 할 수 있었다. 30번의 사격 횟수 중 25번을 쏴서 442점을 기록했으며 섬너도 그다지 차이가 나지 않아서 23번을 쏴서 380점을 기록했다. 3위는 205점에 불과했다.
페인은 자유권총 종목을 기권했는데 그리스 관중들이 (누가 존이고 누가 섬너인지) 헷갈려하지 않기 위해서라고 말했다.